# Faethon

Faethons fall av Rubens

Faethon eller Faeton, även Phaethon, Phaeton eller Phaero, var enligt grekisk mytologi son till solguden Helios och som en dag fick sin önskan uppfylld, att få köra solvagnen över himlen.
Hans jämnåriga trodde honom inte när han sade att solguden var hans far, de retade honom och sade att han bara skröt. Det fanns bara en sak att göra: Faethon måste söka upp sin far och be honom om något som kunde bevisa att solguden verkligen var hans far.
Det tog många dagar för Faethon att finna sin fader men till slut var han framme och bad då sin far att bara för en dag få låna solvagnen. Helios tvekade mycket länge, han tyckte att Faethon var för ung för att köra vagnen. Han ansåg att det behövdes förnuft, erfarenhet och styrka för att manövrera vagnen.
Trots det fick Faethon till slut låna sin fars vagn. Han fick stränga förmaningar att inte köra för högt eller för lågt och att hålla hästarna i strama tyglar. Om hästarna fick göra som de ville skulle det bli katastrof. De for i väg, men när de passerade över Egypten tyckte Faethon att de färdades för högt, hans vänner skulle inte kunna se honom. Han tvingade hästarna neråt och de blev som galna. Marken och träden fattade eld, och hela Egypten blev en röd steril öken. Bara ett stråk omkring Nilen förblev grönt.
Faethon blev skräckslagen och ropade på sin fader, men han hörde honom inte. För att inte hela jorden skulle gå under grep Zeus in, han sände en blixt mot Faethon och dödade honom.